# Temporada 1979-80 de l'NBA
La temporada 1979-80 de l'NBA fou la 34a en la història de l'NBA. Los Angeles Lakers fou el campió després de guanyar a Philadelphia 76ers per 4-2.

## Classificacions

### Conferència Est
| Equip              | V  | D  | %V   | P  |
| ------------------ | -- | -- | ---- | -- |
| Boston Celtics     | 61 | 21 | ,744 | -  |
| Philadelphia 76ers | 59 | 23 | ,720 | 2  |
| New York Knicks    | 39 | 43 | ,476 | 22 |
| Washington Bullets | 39 | 43 | ,476 | 22 |
| New Jersey Nets    | 34 | 48 | ,415 | 27 |

| Equip               | V  | D  | %V   | P  |
| ------------------- | -- | -- | ---- | -- |
| Atlanta Hawks       | 50 | 32 | ,610 | -  |
| Houston Rockets     | 41 | 41 | ,500 | 9  |
| San Antonio Spurs   | 41 | 41 | ,500 | 9  |
| Indiana Pacers      | 37 | 45 | ,451 | 13 |
| Cleveland Cavaliers | 37 | 45 | ,451 | 13 |
| Detroit Pistons     | 16 | 66 | ,195 | 34 |

### Conferència Oest
| Equip             | V  | D  | %V   | P  |
| ----------------- | -- | -- | ---- | -- |
| Milwaukee Bucks   | 49 | 33 | ,598 | -  |
| Kansas City Kings | 47 | 35 | ,573 | 2  |
| Chicago Bulls     | 30 | 52 | ,366 | 19 |
| Denver Nuggets    | 30 | 52 | ,366 | 19 |
| Utah Jazz         | 24 | 58 | ,293 | 25 |

| Equip                  | V  | D  | %V   | P  |
| ---------------------- | -- | -- | ---- | -- |
| Los Angeles Lakers C   | 60 | 22 | ,732 | -  |
| Seattle SuperSonics    | 56 | 26 | ,683 | 4  |
| Phoenix Suns           | 55 | 27 | ,671 | 5  |
| Portland Trail Blazers | 38 | 44 | ,463 | 22 |
| San Diego Clippers     | 35 | 47 | ,427 | 25 |
| Golden State Warriors  | 24 | 58 | ,293 | 36 |

* V: Victòries
* D: Derrotes
* %V: Percentatge de victòries
* P: Diferència de partits respecte al primer lloc
* C: Campió

## Estadístiques
| Categoria                   | Jugador                | Equip               | Mitjana/% |
| --------------------------- | ---------------------- | ------------------- | --------- |
| Punts per partit            | George Gervin          | San Antonio Spurs   | 33,1      |
| Rebots per partit           | Swen Nater             | San Diego Clippers  | 15,0      |
| Assistències per partit     | Micheal Ray Richardson | New York Knicks     | 10,1      |
| Robatoris per partit        | Micheal Ray Richardson | New York Knicks     | 3,2       |
| Taps per partit             | Kareem Abdul-Jabbar    | Los Angeles Lakers  | 3,4       |
| Percentatge de tirs de camp | Cedric Maxwell         | Boston Celtics      | 60,9      |
| Percentatge de tirs lliures | Rick Barry             | Houston Rockets     | 93,5      |
| Percentatge de triples      | Fred Brown             | Seattle SuperSonics | 44,3      |

## Premis
- MVP de la temporada
  -  Kareem Abdul-Jabbar (Los Angeles Lakers)

- Rookie de l'any
  -  Larry Bird (Boston Celtics)

- Entrenador de l'any
  -  Bill Fitch (Boston Celtics)

- Primer quintet de la temporada
  - Paul Westphal, Phoenix Suns
  - George Gervin, San Antonio Spurs
  - Julius Erving, Philadelphia 76ers
  - Larry Bird, Boston Celtics
  - Kareem Abdul-Jabbar, Los Angeles Lakers

- Segon quintet de la temporada
  - Dan Roundfield, Atlanta Hawks
  - Marques Johnson, Milwaukee Bucks
  - Moses Malone, Houston Rockets
  - Dennis Johnson, Seattle SuperSonics
  - Gus Williams, Seattle SuperSonics

- Millor quintet de rookies
  - Larry Bird, Boston Celtics
  - Magic Johnson, Los Angeles Lakers
  - Bill Cartwright, New York Knicks
  - David Greenwood, Chicago Bulls
  - Calvin Natt, Portland Trail Blazers

- Primer quintet defensiu
  - Bobby Jones, Philadelphia 76ers
  - Dan Roundfield, Atlanta Hawks
  - Kareem Abdul-Jabbar, Los Angeles Lakers
  - Dennis Johnson, Seattle SuperSonics
  - Don Buse, Phoenix Suns (empat)
  - Micheal Ray Richardson, New York Knicks (empat)

- Segon quintet defensiu
  - Scott Wedman, Kansas City Kings
  - Kermit Washington, Portland Trail Blazers
  - Dave Cowens, Boston Celtics
  - Quinn Buckner, Milwaukee Bucks
  - Eddie Johnson, Atlanta Hawks